# پی و ای جانکشن (آریزونا)
پی و ای جانکشن (به انگلیسی: P and E Junction) یک منطقهٔ مسکونی در ایالات متحده آمریکا است که در آریزونا واقع شده است. پی و ای جانکشن ۱٬۵۶۴ متر بالاتر از سطح دریا واقع شده است.